# Morrill (Maine)
Morrill ist eine Town im Waldo County des Bundesstaates Maine in den Vereinigten Staaten. Im Jahr 2020 lebten dort 971 Einwohner in 405 Haushalten auf einer Fläche von 44,16 km².

## Geographie
Nach dem United States Census Bureau hat Morrill eine Gesamtfläche von 44,16 km², von der 42,89 km² Land sind und 1,27 km² aus Gewässern bestehen.

### Geographische Lage
Morrill liegt zentral im Waldo County. Es gibt mehrere Seen in dem Gebiet von Morrill. Die größeren sind der Smith Mill Pond und der Cross Pond. Der Quantabacook Lake grenzt im Süden an das Gebiet der Town. Die Oberfläche ist leicht hügelig. Der 160 m hohe Rowe Hill ist die höchste Erhebung in dem Gebiet.

### Nachbargemeinden
Alle Entfernungen sind als Luftlinien zwischen den offiziellen Koordinaten der Orte aus der Volkszählung 2010 angegeben.
- Norden: Knox, 10,6 km
- Nordosten: Waldo, 7,5 km
- Osten: Belfast, 11,4 km
- Südosten: Belmont, 6,4 km
- Südwesten: Searsmont, 7,6 km
- Westen: Montville, 9,1 km

### Stadtgliederung
In Morrill gibt es zwei Siedlungsgebiete: Morrill und North Belmont.

### Klima
Die mittlere Durchschnittstemperatur in Morrill liegt zwischen −6,1 °C (21 °F) im Januar und 20,6 °C (69 °F) im Juli. Damit ist der Ort gegenüber dem langjährigen Mittel der USA um etwa 9 Grad kühler. Die Schneefälle zwischen Oktober und Mai liegen mit bis zu zweieinhalb Metern mehr als doppelt so hoch wie die mittlere Schneehöhe in den USA; die tägliche Sonnenscheindauer liegt am unteren Rand des Wertespektrums der USA.

## Geschichte
Morrill wurde am 3. März 1855 als Town organisiert, es gehörte zuvor zur Town Belmont. Benannt wurde die Town nach Anson Morrill, der zu dieser Zeit Gouverneur von Maine war. Besiedelt wurde das Gebiet ab 1801. Zu den ersten Siedlern gehörten James Weymouth, Benjamin Smith, Joseph Corning und Nathaniel Cushman. Sie erwarben das Land von Henry Knox, dem Besitzer des Waldo-Patents.
Im Jahr 1941 wurde ein Landstrich hinzugenommen, der zuvor als The Gore bekannt war.
Der Smith Mill Pond ist ein Stausee im Zentrum von Morrill, welcher durch einen alten Mühlendamm gebildet wird.

### Einwohnerentwicklung
| Volkszählungsergebnisse – Town of Morrill, Maine | Volkszählungsergebnisse – Town of Morrill, Maine | Volkszählungsergebnisse – Town of Morrill, Maine | Volkszählungsergebnisse – Town of Morrill, Maine | Volkszählungsergebnisse – Town of Morrill, Maine | Volkszählungsergebnisse – Town of Morrill, Maine | Volkszählungsergebnisse – Town of Morrill, Maine | Volkszählungsergebnisse – Town of Morrill, Maine | Volkszählungsergebnisse – Town of Morrill, Maine | Volkszählungsergebnisse – Town of Morrill, Maine | Volkszählungsergebnisse – Town of Morrill, Maine |
| Jahr                                             | 1800                                             | 1810                                             | 1820                                             | 1830                                             | 1840                                             | 1850                                             | 1860                                             | 1870                                             | 1880                                             | 1890                                             |
| ------------------------------------------------ | ------------------------------------------------ | ------------------------------------------------ | ------------------------------------------------ | ------------------------------------------------ | ------------------------------------------------ | ------------------------------------------------ | ------------------------------------------------ | ------------------------------------------------ | ------------------------------------------------ | ------------------------------------------------ |
| Einwohner                                        |                                                  |                                                  |                                                  |                                                  |                                                  |                                                  | 629                                              | 523                                              | 494                                              | 460                                              |
| Jahr                                             | 1900                                             | 1910                                             | 1920                                             | 1930                                             | 1940                                             | 1950                                             | 1960                                             | 1970                                             | 1980                                             | 1990                                             |
| Einwohner                                        | 420                                              | 353                                              | 307                                              | 288                                              | 328                                              | 306                                              | 355                                              | 410                                              | 506                                              | 644                                              |
| Jahr                                             | 2000                                             | 2010                                             | 2020                                             | 2030                                             | 2040                                             | 2050                                             | 2060                                             | 2070                                             | 2080                                             | 2090                                             |
| Einwohner                                        | 774                                              | 884                                              | 971                                              |                                                  |                                                  |                                                  |                                                  |                                                  |                                                  |                                                  |

## Wirtschaft und Infrastruktur

### Verkehr
Die Maine State Route 3 verläuft in westöstlicher Richtung und kreuzt die in nordsüdlicher Richtung verlaufende Maine State Route 131.

### Öffentliche Einrichtungen
Es gibt keine medizinischen Einrichtungen in Morrill. Die nächstgelegenen befinden sich in Belfast und Camden.
In Morrill gibt es keine Bücherei. Die nächstgelegenen befinden sich in Belfast, Searsport oder Liberty.

### Bildung
Morrill gehört mit Belfast, Belmont, Searsmont und Swanville zur RSU #71.
Im Schulbezirk werden folgende Schulen angeboten:
- Ames Elementary School in Searsmont
- Gladys Weymouth Elementary School in Morrill
- Captain Albert Stevens Elementary School in Belfast
- East Belfast Elementary in Belfast
- Nickerson Elementary in Belfast
- Troy Howard Middle School in Belfast
- Belfast Area High School in Belfast